# المشاغبات في خطر (فلم)
المشاغبات في خطر هو فيلم تشويق وإثارة مصري من إخراج أحمد السبعاوي وبطولة فاروق الفيشاوي، دلال عبد العزيز، حسين الشربيني، سماح أنور وسميرة صدقي، صدر الفيلم في 10 يوليو 1989.

## نبذة
بعد أن درس في أوروبا، يعود عبدالعزيز إلى بلدته لكي يواجه مؤامرات أبو المعاطي وأعوانه لإجباره على بيع أرضه، وتتعقد الأمور بوصول شقيقة عبدالعزيز وصديقاتها.

## طاقم العمل
- فاروق الفيشاوي بدور عبد العزيز السويفي
- دلال عبد العزيز بدور أحلام
- حسين الشربيني بدور أبو المعاطي
- سماح أنور بدور كرم السويفي
- سميرة صدقي بدور مها

## وصلات خارجية
- مقالات تستعمل روابط فنية بلا صلة مع ويكي بيانات